# موريس توريس
موريس توريس (بالإنجليزية: Maurice Armando Torres)‏ (6 يوليو 1991 في الولايات المتحدة - ) هو لاعب كرة طائرة الولايات المتحدة في مركز ضارب خارجي ‏. لعب مع Montpellier Volley ‏.

## وصلات خارجية
- موريس توريس على موقع الاتحاد الأوروبي (الإنجليزية)
- موريس توريس على موقع عالم الكرة الطائرة (الإنجليزية)
- موريس توريس على موقع Ligue Nationale de Volley (الفرنسية)
- موريس توريس على موقع دوري الدرجة الأولى الإيطالي للكرة الطائرة - رجال (الإيطالية)
- موريس توريس على موقع اللجنة الأولمبية والبارالمبية الأمريكية (الإنجليزية)